# Сан-Бартоломео

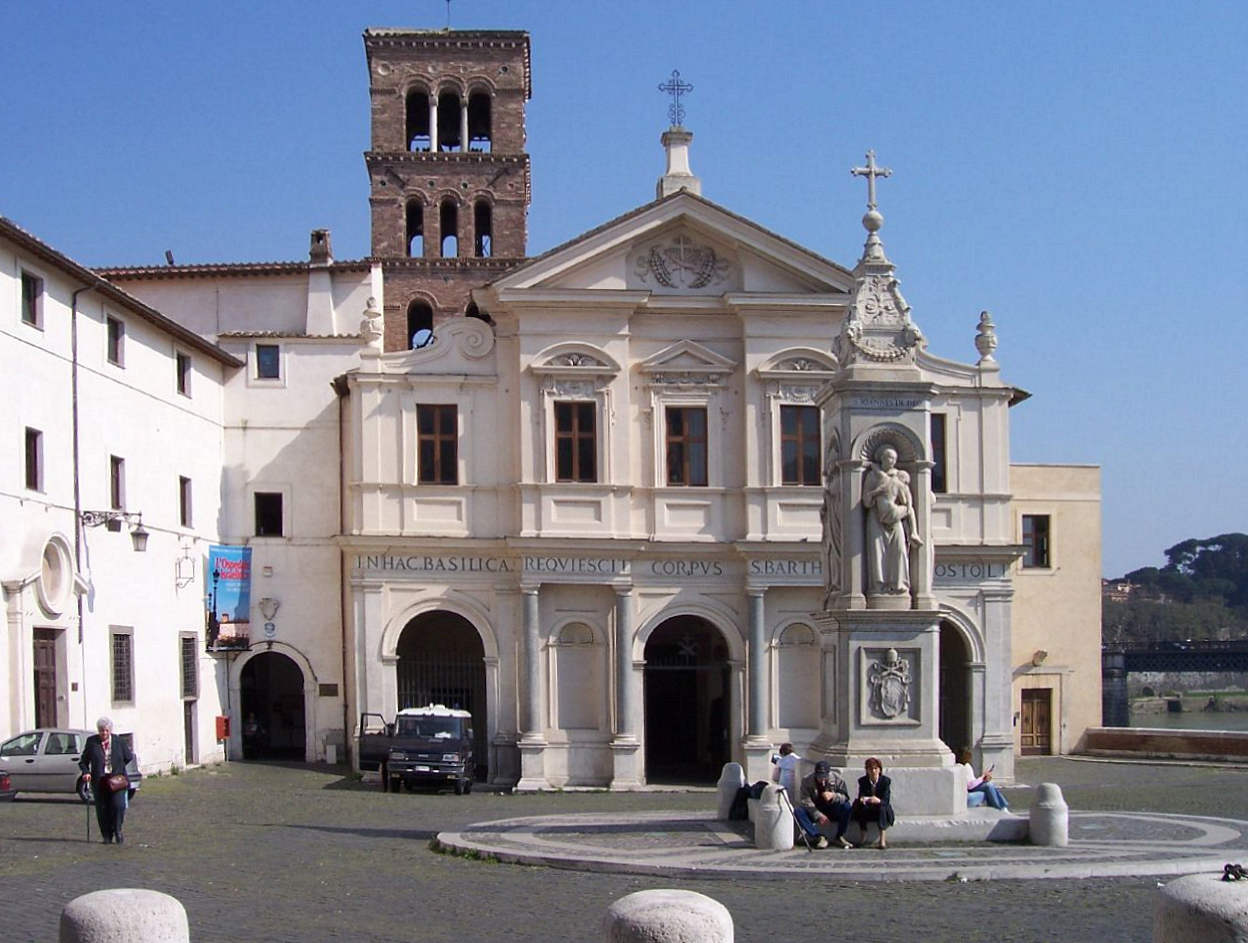
Сан-Бартоломео

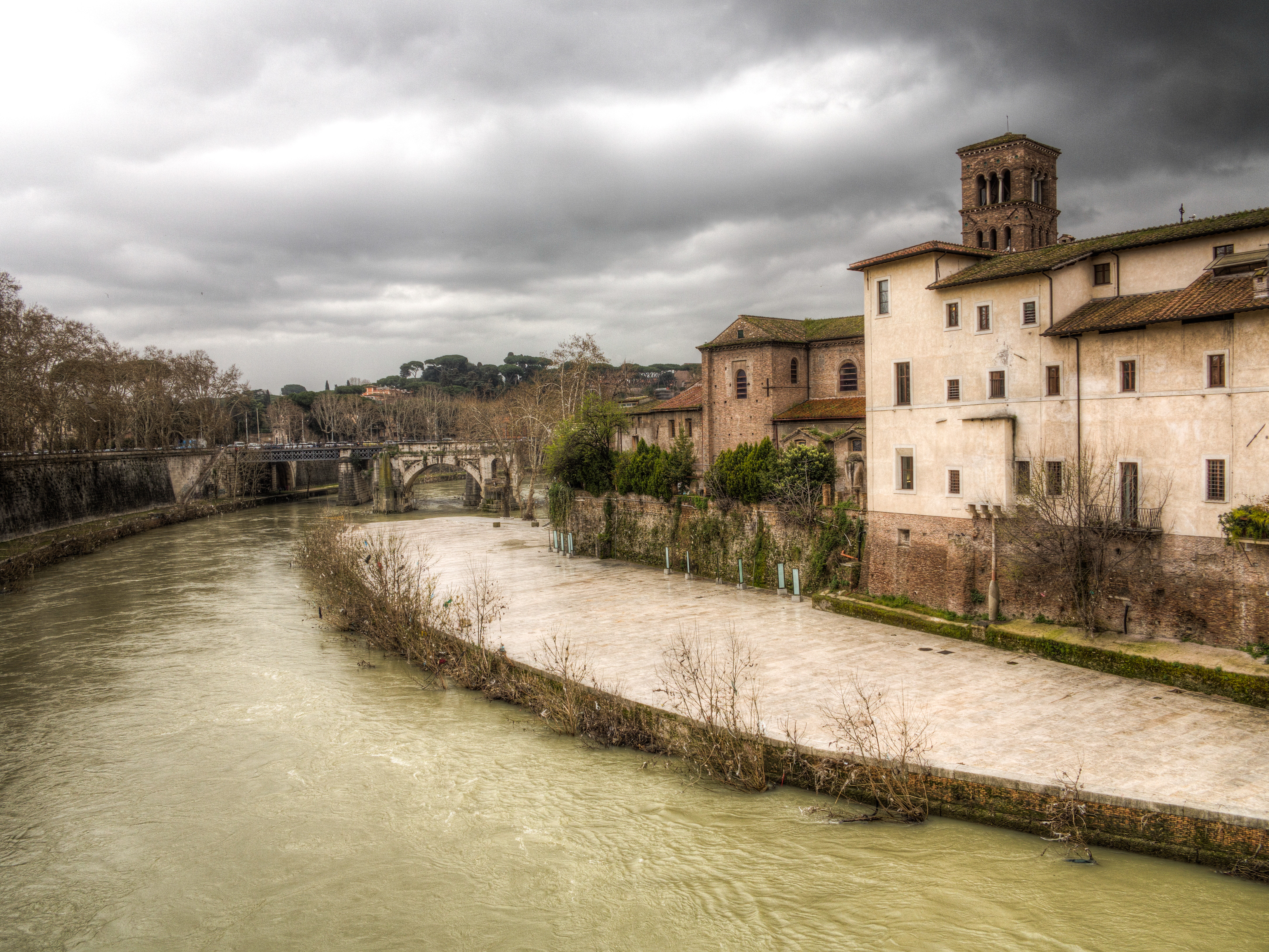
Сан-Бартоломео видно з Понте Фабріціо

Сан-Бартоломео (лат. Sancti Bartholomaei in Insula, італ. San Bartolomeo all'Isola) — титулярна церква на острові Тиберіна в Римі.

## Історія
Церква заснована за наказом імператора Оттона III у 998 році на місці античного храму Ескулапа. Церква носить ім'я апостола Варфоломія, мощі якого Оттона III у 983 році доправив до Рима, та які донині зберігаються тут. Череп апостола у XIII столітті відправили у Франкфурт-на-Майні у Франкфуртський собор.
Церкву кілька разів реставрували, у тому числі в 1583 році під керівництвом Мартіно Лонгі. Після реставрації у 1624 році церква набула свого нинішнього вигляду. Реставраційні роботи в бароковому стилі всередині церкви проводили в 1720–1739 роках.
У 1852–1865 роках внутрішнє оздоблення переробили в стилі історизму. Серед колон розташовані 4 скульптури: Спасителя, св. Адальберта Празького, апостола (можливо св. Варфоломія) і Оттона III. З 1993 року церквою опікується Товариство святого Еджідіо.
У 2002 році папа Іван Павло II присвятив Сан Бартоломео новим мученикам XX століття.

## Титулярна церква
Сан-Бартоломео є титулярною церквою. Кардиналом-священником з титулом церкви Сан Бартоломео з 21 лютого 1998 року, є американський кардинал, архієпископ Портленда Френсіс Юджин Джордж.